# Lake Selfe
Der Lake Selfe ist ein See im Selwyn District der Region Canterbury auf der Südinsel von Neuseeland.

## Geographie
Der Lake Selfe befindet sich zwischen den bis zu 1445 m hohen Cottons Sheep Range im Süden bis Westen und dem 1695 m hohen Mount Ida im Nordnordosten sowie dem 1050 m hohen Little Mount Ida im Osten. Der 64,3 Hektar große See erstreckt sich auf einer Höhe von 574 m über eine Länge von rund 2,09 km in Nordwest-Südost-Richtung und misst an seiner breitesten Stelle rund 540 m in Südwest-Nordost-Richtung. Der Umfang des Sees bemisst sich auf eine Länge von rund 4,77 km.
Gespeist wird der Lake Selfe durch einige wenige Bäche und findet seinen Abfluss am nordwestlichen Ende des Sees. Über den Moss Burn und dem Lake Henrietta trägt der See seine Wässer dem Harper River zu.